# SNCASO SO-4000
Lo SNCASO SO-4000 era un bombardiere strategico bimotore a getto, ad ala media a freccia, prodotto dall'azienda francese Société nationale des constructions aéronautiques du sud-ouest all'inizio degli cinquanta.
Costruito in un solo esemplare, rimase allo stato sperimentale.

## Storia del progetto
Il progetto del SO-4000 nacque nel corso del 1946 quando la Direction de la Technique et de l'Innovation (organo ministeriale del governo francese) incaricò le aziende Société nationale de constructions aéronautiques du Centre (SNCAC) e Société nationale des constructions aéronautiques du sud-ouest (SNCASO) di costruire due prototipi al fine di valutare la realizzazione di un bombardiere che fosse in grado di trasportare 5 000 kg di bombe alla velocità di oltre 900 km/h, dotato di autonomia pari ad almeno 3 000 km e capace di volare a 9 000 m di altezza.
Il programma di sviluppo proposto dalle due aziende coinvolte prevedeva la realizzazione di due velivoli in scala ridotta (in rapporto 1:2) per l'acquisizione dei dati utili alla costruzione del bombardiere richiesto, stante l'assenza di gallerie del vento sufficientemente grandi da consentire le prove ad un velivolo delle dimensioni previste.
La SNCASO procedette quindi con la realizzazione dei velivoli SO-M1 e SO-M2 (la lettera M stava ad indicare Maquette, modello in francese). In sostanza si trattava di due esemplari identici ma il primo era un aliante (destinato ad eseguire test di volo dopo essere stato portato in quota da un altro velivolo), mentre il secondo era alimentato da un turbogetto Rolls-Royce Derwent.
Il programma di sviluppo del SO-4000 procedette speditamente, sotto la guida dell'ingegnere Jean-Charles Parot (responsabile del gruppo di progettisti che operava nello stabilimento SNCASO di Courbevoie): all'epoca l'Armée de l'air aveva previsto che, del progetto prescelto, sarebbe stata avviata la costruzione di cinque prototipi (da realizzare tra il dicembre del 1948 e l'aprile del 1949) e di 100 esemplari di serie, la cui consegna era prevista, con la cadenza di 6 esemplari al mese, a partire dal marzo del 1949.
Ben presto, però, gli scenari mutarono drasticamente e, in base ad una scelta dettata prevalentemente da ragioni di budget, già alla fine del 1947 lo stato maggiore dell'Armée de l'air aveva deciso di fare del SO-4000 un velivolo sperimentale la cui produzione si sarebbe limitata ai due modelli in scala ridotta ed al prototipo.
La realizzazione del prototipo venne portata a termine all'inizio del 1950: il 4 marzo il SO-4000 venne trasferito presso la base aerea di Orléans-Bricy (posta nell'omonima località del Loiret) ed il 13 aprile iniziarono le prove di rullaggio.

## Tecnica

### Struttura
Lo SNCASO SO-4000 era un monoplano bimotore ad ala media, con angolo di freccia di 31°; la fusoliera era di sezione ovale. La cabina di pilotaggio era pressurizzata: nei progetti era previsto che ospitasse i due membri dell'equipaggio (pilota e navigatore/bombardiere) in posizione affiancata sotto la vetratura integrata nelle linee della fusoliera, ma all'atto pratico questa soluzione fu accantonata in favore di un abitacolo che vedeva l'equipaggio disposto in tandem: il pilota sotto un cupolino a goccia ed il navigatore/bombardiere subito dietro ma all'interno della fusoliera.
Il vano bombe ed i serbatoi del carburante erano disposti nella sezione centrale del velivolo, subito davanti ai due turbogetto che erano disposti affiancati nella sezione finale della fusoliera. Le prese d'aria erano realizzate a fianco della fusoliera, poco prima del bordo d'entrata delle semiali. Gli impennaggi erano di tipo classico, con i piani orizzontali disposti in posizione ribassata, per non subire la turbolenza dell'aria prodotta dalle ali, e la deriva curvilinea e dalle dimensioni generose.
Il carrello d'atterraggio era caratterizzato da un singolo elemento anteriore monoruota (all'altezza della cabina di pilotaggio) e dal treno principale disposto sotto le ali (a poca distanza dalla fusoliera) costituito da due gambe indipendenti (anche in questo caso ciascuna dotata di una singola ruota) per ogni lato.

### Motore
All'epoca della realizzazione del progetto l'industria francese non aveva in produzione un proprio turbogetto, per cui sul SO-4000 venne prevista l'installazione di motori Rolls-Royce Nene prodotti su licenza dalla Hispano-Suiza. Nelle intenzioni non era tuttavia previsto che questo motore equipaggiasse gli esemplari di serie: infatti con i loro 22,26 kN di spinta ciascuno, i Nene non erano in grado di garantire al velivolo le prestazioni previste dalla richiesta iniziale.

### Armamento
Nel progetto il SO-4000 era in grado di trasportare 5 000 kg di bombe nel vano ricavato all'interno della fusoliera.
Per quanto riguarda l'armamento difensivo era stata studiata una soluzione inconsueta: disposta sul terminale di ciascuna delle semiali sarebbe stata disposta una struttura carenata contenente due cannoncini calibro 20 mm comandati a distanza.
Poiché il velivolo rimase allo stadio di prototipo, nessuna apparecchiatura bellica venne mai installata a bordo.

## Impiego operativo
Dopo dieci giorni di prove da fermo o in rullaggio, il giorno 23 aprile 1950, il pilota collaudatore Daniel Rastel eseguì una prova di rullaggio portando il velivolo alla velocità di 200 km/h: il SO-4000 piegò a sinistra e si intraversò. A causa del cedimento delle gambe del carrello d'atterraggio, il velivolo finì con lo strisciare rumorosamente sul ventre della fusoliera tra un mare di scintille. Fortunatamente i motori si spensero e, malgrado i danni considerevoli, il velivolo ed il suo pilota riuscirono a cavarsela.
Nel successivo mese di maggio il Ministero della Difesa francese procedette ad annullare definitivamente il progetto relativo al SO-4000. La SNCASO decise di proseguire, comunque ed a proprie spese, il programma delle prove con l'obbiettivo di portare in volo il proprio bombardiere.
Durante i lavori di riparazione la casa costruttrice decise di apportare anche alcune modifiche al velivolo, che fu messo nuovamente in condizione di effettuare le prove nel mese di ottobre del 1950; in questa seconda occasione tuttavia venne riscontrato un problema ai comandi, a causa del quale il velivolo non risultò in grado di decollare. Dopo le nuove ed indispensabili modifiche, alla fine, il 14 febbraio 1951 Daniel Rastel fece compiere il primo, piccolo, balzo sulla pista al SO-4000.
Il 15 marzo successivo Rastel decise, finalmente, di portare in volo l'aereo: ancora una volta, durante il rullaggio, il SO-4000 derivò a sinistra ma questa volta, a colpi di freno, il pilota riuscì a portare a termine il decollo. Una volta in volo il velivolo risultò di difficile pilotaggio, soprattutto a causa di problemi di rollio e di risposta ai comandi verticali. Rastel, senza mai aver retratto il carrello, decise dopo soli 15 minuti di riportare il velivolo sulla pista, ponendo definitivamente fine alla vita del SO-4000.